# Синдром безбрачия
Синдром безбрачия (яп. セックスしない症候群 сэккусу синай сё:ко:гун) — гипотетический синдром, придуманный СМИ, предполагающий, что всё большее число взрослых японцев теряет интерес к сексуальной активности, а также к романтическим отношениям, свиданиям и браку.
Данный синдром был придуман неизвестными личностями «в японских СМИ», по словам журналиста Эбигейл Хаворт из газеты «Гардиан». Теория получила широкое внимание в английских СМИ в 2013 году, и впоследствии была опровергнута несколькими журналистами и блогерами.

## Теория
Эта теория указывает на то, что по данным опросов в Японии растёт число взрослых японцев, утративших интерес к сексуальной активности, а также к романтическим отношениям, свиданиям и браку.
Теория получила широкое внимание в британских средствах массовой информации в 2013 году, а затем подверглась критике со стороны некоторых журналистов утверждающих, что, по данным других опросов молодые японцы занимается сексом чаще, чем когда-либо.
В других основных моментах, критики обратили внимание на тот факт, что эта тенденция не совсем японская — половина американцев сказали, что они не были на свидании в течение последних трех месяцев, число американцев, у которых не было половых контактов до начала их 20-летнего возраста (около 29 % женщин и 27 % мужчин).
Теория синдрома безбрачия приписывает статистическим результатам две возможные причины: последние два десятилетия экономического застоя, а также высокое гендерное неравенство в Японии.

### Статистические факты
В дополнение к безбрачию, теория ссылается на сокращение браков и снижение рождаемости в Японии. По данным опросов, проведенных Японской ассоциацией полового воспитания, в период с 2011 по 2013 год число учащихся, заявивших о своей девственности, увеличилось. Кроме того, опросы, проведенные Японской ассоциацией планирования семьи (JFPA), выявили большое количество японских женщин, которые сообщили, что они «не заинтересованы или презирают сексуальные контакты».
Между тем, исследования, проведенные Национальным институтом исследований в области народонаселения и социального обеспечения в Японии в 2008 и 2013 годах, показали, что число японских мужчин и женщин, сообщивших, что они не вступают в какие-либо романтические отношения, выросло на 10 %.
В начале XXI века в Японии начался наблюдаться сильный социальный сдвиг, выраженный в увеличении новой социальной группы в доли населения, называемой в Японии «травоядные мужчины», мужчины, которые застенчивы и не стремятся заводить сексуальные отношения и вступать в брак с противоположным полом, а для удовлетворения эмоциональных и сексуальных потребностей предпочитают аниме-мир, называемый в Японии двумерным.

## Критика
Джошуа Китинг обвинил «Гардиан» и другие средства массовой информации в использовании «отобранных данных», чтобы сделать сенсационное заявление, которое апеллирует к западным представлениям о «странной Японии».
«Вашингтон пост» указала на статистические данные, свидетельствующие о том, что молодые японцы занимается сексом чаще, чем когда-либо.
Кроме того, один из опросов, на которых основана теория, подвергся критике как имеющий статистически недействительную малую выборку. В этом опросе приняли участие только 126 респондентов (в возрасте от 16 до 19 лет), для представления молодого населения Японии (от 16 до 19 лет), которое было оценено в 6 миллионов человек в 2014 году. Другая критика указывает на то, что, хотя теория связывает отсутствие сексуальности с низким уровнем рождаемости, другие показали, что они не коррелируют.